# Férolles-Attilly
Férolles-Attilly és un municipi francès, situat al departament de Sena i Marne i a la regió de Illa de França. L'any 2007 tenia 1.103 habitants.
Forma part del cantó d'Ozoir-la-Ferrière, del districte de Torcy i de la Comunitat de comunes Les Portes Briardes entre Villes et Forêts.

## Demografia

### Població
El 2007 la població de fet de Férolles-Attilly era de 1.103 persones. Hi havia 391 famílies, de les quals 68 eren unipersonals (32 homes vivint sols i 36 dones vivint soles), 114 parelles sense fills, 193 parelles amb fills i 16 famílies monoparentals amb fills.
La població ha evolucionat segons el següent gràfic:
Habitants censats

### Habitatges
El 2007 hi havia 411 habitatges, 391 eren l'habitatge principal de la família, 7 eren segones residències i 13 estaven desocupats. 386 eren cases i 23 eren apartaments. Dels 391 habitatges principals, 333 estaven ocupats pels seus propietaris, 45 estaven llogats i ocupats pels llogaters i 13 estaven cedits a títol gratuït; 6 tenien una cambra, 20 en tenien dues, 22 en tenien tres, 47 en tenien quatre i 297 en tenien cinc o més. 335 habitatges disposaven pel capbaix d'una plaça de pàrquing. A 110 habitatges hi havia un automòbil i a 268 n'hi havia dos o més.

### Piràmide de població
La piràmide de població per edats i sexe el 2009 era:
| Homes | Edats   | Dones |
| ----- | ------- | ----- |
| 0     | 95 o +  | 4     |
| 4     | 90 a 94 | 8     |
| 0     | 85 a 89 | 12    |
| 0     | 80 a 84 | 4     |
| 4     | 75 a 79 | 8     |
| 16    | 70 a 74 | 8     |
| 28    | 65 a 69 | 16    |
| 44    | 60 a 64 | 28    |
| 24    | 55 a 59 | 48    |
| 52    | 50 a 54 | 24    |
| 36    | 45 a 49 | 44    |
| 32    | 40 a 44 | 48    |
| 40    | 35 a 39 | 44    |
| 20    | 30 a 34 | 32    |
| 28    | 25 a 29 | 16    |
| 32    | 20 a 24 | 12    |
| 32    | 15 a 19 | 44    |
| 24    | 10 a 14 | 44    |
| 52    | 5 a 9   | 24    |
| 28    | 0 a 4   | 36    |

## Economia
El 2007 la població en edat de treballar era de 722 persones, 529 eren actives i 193 eren inactives. De les 529 persones actives 503 estaven ocupades (268 homes i 235 dones) i 26 estaven aturades (17 homes i 9 dones). De les 193 persones inactives 60 estaven jubilades, 84 estaven estudiant i 49 estaven classificades com a «altres inactius».

### Ingressos
El 2009 a Férolles-Attilly hi havia 389 unitats fiscals que integraven 1.171 persones, la mediana anual d'ingressos fiscals per persona era de 29.181 €.

### Activitats econòmiques
Dels 44 establiments que hi havia el 2007, 1 era d'una empresa extractiva, 1 d'una empresa de fabricació de material elèctric, 2 d'empreses de fabricació d'altres productes industrials, 7 d'empreses de construcció, 8 d'empreses de comerç i reparació d'automòbils, 1 d'una empresa de transport, 1 d'una empresa d'hostatgeria i restauració, 1 d'una empresa d'informació i comunicació, 2 d'empreses financeres, 1 d'una empresa immobiliària, 10 d'empreses de serveis, 3 d'entitats de l'administració pública i 6 d'empreses classificades com a «altres activitats de serveis».
Dels 7 establiments de servei als particulars que hi havia el 2009, 1 era un taller de reparació d'automòbils i de material agrícola, 1 paleta, 1 fusteria, 2 electricistes, 1 veterinari i 1 agència immobiliària.
L'any 2000 a Férolles-Attilly hi havia 8 explotacions agrícoles que ocupaven un total de 955 hectàrees.

## Equipaments sanitaris i escolars
El 2009 hi havia 1 hospital de tractaments de curta durada i 1 hospital de tractaments de mitja durada (seguiment i rehabilitació).
El 2009 hi havia una escola elemental.

## Poblacions més properes
El següent diagrama mostra les poblacions més properes.